# 수두

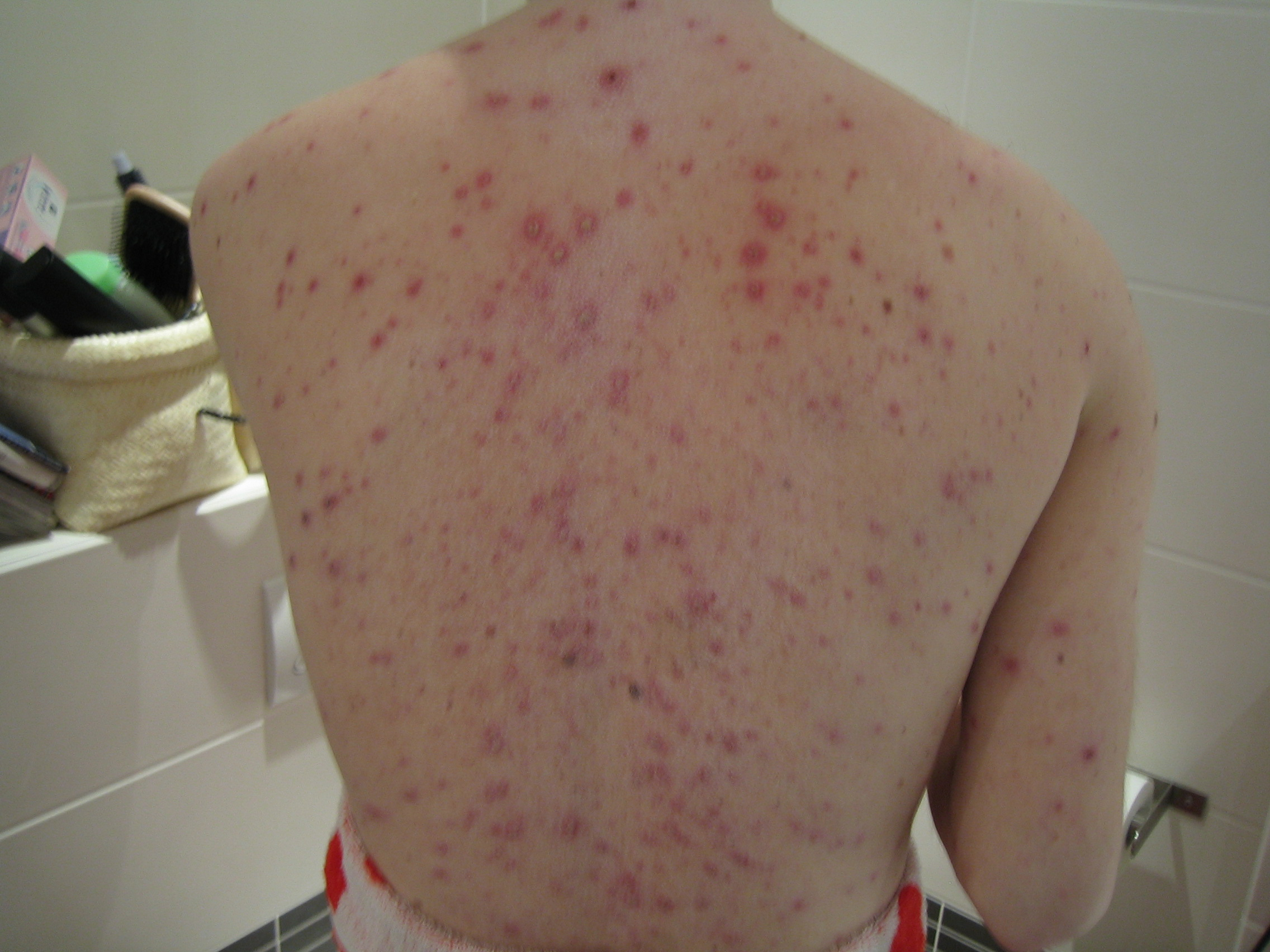

수두(水痘, chickenpox, varicella)는 수두대상포진바이러스(varicella zoster virus)가 원인으로 생기는 피부 질환이다. 빨간 물집과 가려움증 등의 증상이 있으며, 발열, 피로, 두통 등을 동반할 수 있다. 대개 한 번 앓고 나면 면역이 생겨 평생 다시 앓지 않지만 일부사람들은 2번까지 걸리기도 한다.또 빨간물집을 긁거나 터트리면 평생 그 상처가 남을 수 있다. 수두 바이러스가 잠복해있다가 면역력이 약화되는 경우 대상포진이 발병할 가능성이 있다.
이 병은 작고 가려운 수포를 형성하는 특징적인 피부 발진과 물집을 동반한다. 물집은 보통 가슴, 등, 얼굴에서 시작하여 신체의 나머지 부분으로 퍼진다. 증상은 바이러스에 노출된 후 10~21일 사이에 시작되며, 보통 5~7일 정도 지속된다. 때때로 폐렴, 뇌 염증 및 세균성 피부 감염 등의 합병증이 일어날 수 있다.
수두는 전염성이 매우 높은 질병이기 때문에, 발병했을 경우 외부와의 접촉을 피하는 것이 권장된다. 감염된 사람의 기침이나 재채기를 통해, 혹은 물집과의 접촉을 통해 퍼질 수 있다. 또한 대상포진 환자는 물집과의 접촉을 통해 면역이 없는 사람들에게 수두를 전파할 수 있다.
수두는 세계의 모든 지역에서 발생한다. 2013년에는 전 세계적으로 1억 4000만 건의 수두와 대상 포진이 있었다. 일상적인 예방 접종을 하기 전에 매년 발생하는 케이스의 숫자는 태어난 사람의 숫자와 유사하다. 예방 접종 이후 미국에서의 감염 건수는 거의 90% 감소했다. 2015년 수두는 전 세계적으로 6,400 명의 사망자를 기록했으며 이는 1990년의 8,900명에 비해 낮은 수치이다. 사망자는 60,000명당 1명이다.

## 발생 현황

### 세계현황
매년 전 세계에서 약 6천만명의 수두 환자가 발생하는 것으로 추정되는데, 이 중 90%는 소아 연령층에서 발생한다.
미국의 경우에는 1995년에 수두 백신이 도입되기 전까지는 매년 4백만명의 환자가 발생, 1995년 이후에 2004년 수두 발생률은 1995년 대비 83-93% 감소했다.

### 국내현황
2005년 1월에 국가예방접종 대상으로 선정되었고, 7월에 제 2군 법정감염병으로 지정되었다.
14년에 44450명, 15년에 46330명, 16년에 54060명, 17년 80092명으로 매년 증가하고 있다.

#### 호발 시기 및 대상
계절적 양상으로는 4월에서 6월 사이와 11,12월에 주로 발생하고 초등학교 저학년 중심으로 많이 발생한다.

## 전염 경로
수두는 여러 경로를 통해 전염될 수 있다. 수두 환자의 수포액과 직접 접촉할 때, 또는 대상포진 물집에서 나오는 진물에 직접 접촉할 때 감염될 수 있다. 또는 수두 환자가 기침이나 재채기를 할 때 호흡기 분비물이 공기를 통해 전파되어 감염될 수 있다. 전염을 방지하기 위해서는 수두 환자가 외부에 있을 때 마스크를 착용해야 하며, 유치원이나 학교에 가지 않아야 한다.

## 징후와 증상
청소년 및 성인의 초기 (전구 증상) 증상은 메스꺼움, 식욕 부진, 근육통 및 두통이다. 그 다음에 특징적인 발진이나 구토 염증, 불쾌감, 그리고 질병의 존재를 알리는 저급 열이 뒤 따른다. 질병 (enanthem)의 구두 증상은 드물지 않고 외부 발진 (exanthem)보다 선행할 수 있다. 소아에서는 보통 전염병 증상이 나타나지 않으며, 첫 번째 징후는 발진 또는 구강 내 반점이다. 발진은 얼굴, 두피, 몸통, 상완 및 다리에 작은 빨간 점으로 시작된다. 작은 융기, 물집 및 농포에 10-12 시간 이상 진행; 탯줄과 딱지의 형성이 그 뒤를 이었다.
물집이 생기면 보통 강한 가려움증이 나타난다. 물집은 또한 손바닥, 발바닥, 생식기 부위에서 발생할 수 있다. 일반적으로 구강 내 및 편도 지역에서는 통증이 있거나 가려울 수있는 작은 궤양의 형태로이 병이 나타날 수 있다. 이 enanthem (내부 발진)은 exanthem (외부 발진)보다 1 ~ 3 일이나 앞당겨 질 수 있다. 이 수두 증상은 전염성이있는 사람에게 노출 된 후 10 일에서 21 일 사이에 나타난다. 성인은 발진이 많고 발열이 더 오래 걸릴 수 있으며 수두 신생아 폐렴과 같은 합병증을 경험할 가능성이 더 크다. 살아있는 바이러스가 함유 된 비강 분비물은 일반적으로 exanthem (외부 발진)과 enanthem (구강 궤양)에 1-2 일 정도 앞서 있기 때문에 감염된 사람은 실제로 질병을 인식하기 1-2 일 전에 전염성이 된다. 전염성 병변은 모든 수포 병변이 건조한 딱딱한면 (scabs)이 될 때까지 지속되며, 보통 4 ~ 5 일이 걸리며 생 바이러스의 비강 제거가 중단된다.상태는 보통 2 주 안에 그 자체로 해결된다. 그러나 발진은 최대 1 개월까지 지속될 수 있다. 수두는 발진이 나타나기 1-2 일 전부터 전염성이 있으며 병변이 딱딱해질 때까지 지속된다.
수두는 성인 남성에서 여성이나 어린이보다 일반적으로 더 심하지만 치명적이지는 않다. 비면역 임산부와 억제된 면역계를 가진 여성은 심각한 합병증의 위험이 가장 높다. 전년도 수두와 관련된 동맥성 뇌졸중 (AIS)은 어린 시절 AIS의 약 1/3을 차지한다. 수두의 가장 흔한 합병증은 포진 (대상 포진)이다. 수두 대상 포진 바이러스의 재 활성화는 수시로 어린 수두 감염 후 수십 년 후에 일어난다.

## 임신과 신생아
임신 기간 중 일차 VZV 감염과 관련된 태아에 대한 위험은 처음 6개월 동안 더 크다. 세 번째 임신에서, 어머니는 더 심한 증상을 가지기 쉽다. 임산부의 경우 면역화 또는 이전 감염의 결과로 생성 된 항체가 태반을 통해 태아로 전달된다. 임산부의 수두 감염은 태반을 통한 전염과 태아 감염을 초래할 수 있다. 임신 28주째에 감염이 발생하면 태아 수두 증후군 (선천성 수두 증후군)이 발생할 수 있다.태아에 미치는 영향은 발달이 미약 한 발가락과 손가락부터 심한 항문 및 방광 기형에 이르기까지 다양 할 수 있다. 가능한 문제점은 다음과 같다.
- 뇌 손상: 뇌염[6], 소두증 (뇌두), 뇌두종 (뇌수막염)[7], 뇌의 무형성
- 눈 손상: 시체 줄기, 시력 컵 및 렌즈 소포, 미세안저, 백내장, 맥락 망막염, 시신경 위축
- 기타 신경 장애: 경추 및 요추 척수 손상, 운동 / 감각 결핍, 심줄 장애가 없는 경우, 동통 증 / 호너 증후군
- 신체 손상: 상지 및 하지의 저형성, 항문 및 방광 괄약근 기능 장애
- 피부 질환: (cicatricial) 피부 병변, 저 색소 침착

임신 후반 또는 출생 직후의 감염은 "신생아 수두"라고 한다.모성 감염은 조기 분만과 관련이 있다. 아기가 질병에 걸릴 위험은 출산 7 일전과 출생 후 8 일 동안의 감염에 가장 큰 영향을 미친다. 아기는 전염성이 있는 형제 또는 다른 접촉을 통해 바이러스에 노출 될 수도 있다. 그러나 어머니가 면역력이 있으면 걱정할 필요가 없다. 증상을 보이는 신생아는 폐렴 및 기타 심각한 질병 합병증의 위험이 높다.

## 진단
수두 진단은 증상과 징후를 기본으로 하며 전형적인 초기 증상과 특징적인 발진이 뒤 따른다. 진단의 확인은 발진의 소포 내 유체를 검사하거나 급성 면역 반응의 증거를 혈액 검사를 통해 확인하는 것이다. 소포액은 Tzanck 번짐 검사 또는 직접 형광 항체 검사를 통해 검사 할 수 있다. 유체는 또한 "배양"될 수 있으며, 이로써 유체 샘플로부터 바이러스를 성장시키려는 시도가 이루어진다. 혈액 검사는 급성 감염 (IgM) 또는 이전 감염 및 후속 면역 (IgG)에 대한 반응을 확인하는 데 사용할 수 있다.태아 수두 감염의 산전 진단은 초음파를 사용하여 수행할 수 있지만, 일차 모성 감염 후 5 주 지연이 권고된다. 양수 천자로 인한 자발 유산의 위험이 아기의 태아 수두 증후군 발병 위험보다 높지만 모체의 양수에 대한 PCR (DNA) 검사도 시행할 수 있다.

## 수두 예방
위생조치
수두를 예방하는 방법은 예방접종, 손 씻기, 칫솔질이다.
수두 확산은 감염된 개체를 격리함으로써 예방할 수 있다. 감염은 발진 3 일 전부터 발진 4 일 후까지 호흡 방울에 노출되거나 병변과 직접 접촉하는 것이다. 수두 바이러스는 소독제, 특히 염소 표백제 (즉, 차아염소산 나트륨)에 민감하다. 모든 외장 바이러스와 마찬가지로, 그것은 건조, 열 및 세제에 민감하다.
백신
수두 백신은 많은 국가에서 권장된다. 일부 국가에서는 초등학교에 입학하기 전에 수두 예방 접종 또는 면제를 요구한다. 첫 번째 예방 접종 후 5년 후에 두 번째 용량을 권장한다. 예방 접종을 받은 사람은 감염되면 수두에 대한 경미한 증세가 있을 수 있다. 가정 접촉 후 3 일 이내에 예방 접종을 하면 어린이의 감염률과 중증도가 감소한다.
미국에서 일상적인 예방 접종 스케줄의 일부이다. 일부 유럽 국가는 어린이 보편적 예방 접종의 일환으로 이를 포함하고 있지만, 모든 국가가 그 비용 때문에 백신을 제공하는 것은 아니다. 영국에서 2014년까지 백신은 수두에 특히 취약한 사람들에게만 권장된다. 예방 접종을 받지 않은 인구 또는 면역력이 의심스러운 경우 임상의는 효소 면역 측정법을 주문할 수 있다. 면역 측정법은 사람에게 면역을 주는 바이러스에 대한 항체의 양을 측정한다. 항체 수치가 낮거나 (낮은 역가) 또는 의심스러운 경우 재접종을 수행할 수 있다.

## 치료
치료는 주로 증상을 완화시키는 것으로 구성된다. 보호 조치로서 사람들은 질병을 다른 사람에게 전염시키지 않기 위해 전염성 인 동안 보통 집에 있어야 한다. 손톱을 짧게 자르거나 장갑을 끼는 것은 긁힘을 방지하고 2 차 감염의 위험을 최소화 할 수 있다.
Calamine 로션 (산화아연을 포함하는 국소 장벽 제제 및 가장 일반적으로 사용되는 개입 중 하나 인)의 국소 적용의 효과를 평가하는 공식적인 임상 연구는 없었지만 우수한 안전성 프로파일을 가지고 있다.[42] 2 차 세균 감염을 피하기 위해 온난한 물로 피부의 좋은 위생과 매일 청소를 유지하는 것이 중요하다. 긁는 것은 또한 2 차 감염의 위험을 증가시킬 수 있다.
파라세타몰 (아세트아미노펜)은 아스피린이 아니라 열을 감소시키는데 사용될 수 있다. 수두를 가진 사람이 아스피린을 사용하면 간과 뇌의 심각한, 때때로 치명적인 질병인 라이 증후군 (Reye Syndrome)이 발생할 수 있다. 바이러스에 중대한 노출을 가진 심각한 합병증을 일으킬 위험이 있는 사람들은 수두 대상 포진 바이러스에 대한 항체가 높은 역가를 함유 한 수내 수염 면역 글로불린 (VZIG)을 투여 할 수 있다. 때때로 항 바이러스제가 사용된다.

### 어린이
발진이 발병한지 24 시간 이내에 구강으로 아 시클로 비르를 투여하면 증상이 1 일 감소하지만 합병증 발생률에는 영향을 주지 않는다. 그러므로 정상적인 면역 기능을 가진 사람에게는 아 시클로비르의 사용을 권장하지 않는다. 12 세 미만 및 1 개월 이상 된 어린이는 합병증을 일으킬 위험에 처한 다른 건강 상태가 아닌 한 항바이러스제를 복용하지 않아도 된다. 수두를 치료하는 것은 면역 체계가 바이러스를 다루는 동안 증상을 목표로 한다. 12 세 미만의 어린이의 경우 손톱을 자르고 청결하게 유지하는 것이 성인보다 더 깊이 물집을 긁을 가능성이 있기 때문에 치료의 중요한 부분이다. 라이 증후군과 관련되어 아스피린은 16 세 미만의 어린이에게 매우 금기이다.

### 성인
건강한 성인에서의 감염은 더욱 심해지는 경향이 있다. 발진이 발병 한 후 24-48 시간 내에 항 바이러스제 (예: 아시클로비르 또는 발라시클로비르)를 투여하는 것이 일반적으로 권장된다. 성인의 경우 수두 증상을 완화하기 위한 치료법은 기본적으로 어린이를 위한 것과 동일하다. 성인은 증상의 심각성과 합병증의 발생 가능성을 줄이는데 효과적이기 때문에 항바이러스 약물 치료가 더 자주 처방된다. 항바이러스 약품은 바이러스를 죽이지는 않지만 증식을 막는다. 성인은 탈수를 줄이고 두통을 완화하기 위해 물 섭취량을 늘리는 것이 좋다. 가려움증이나 열이나 통증과 같은 다른 증상을 완화시키는 데 효과적이기 때문에 파라세타몰 (아세트아미노펜)과 같은 진통제를 사용하는 것이 좋다. 항히스타민 제는 가려움증을 완화하고 가려움증이 진정 작용을 하기 때문에 수면을 방해하는 경우에 사용할 수 있다. 어린이들과 마찬가지로 항바이러스제는 합병증을 더 많이 앓는 성인들에게 더 유용하다. 여기에는 임산부 나 약화 된 면역계를 가진 사람들이 포함된다.
뉴클레오시드 유사체 인 소리부딘 (Sorivudine)은 건강한 성인의 1 차 수두 치료에 효과가 있다고 보고되었지만 (case reports 만 해당), 효능을 입증하기 위해서는 여전히 대규모 임상 시험이 필요하다. 수두 회복 후, 성인이 VZV 면역 글로불린을 1 회 주사하고 수두 백신이나 포진 대상 포진 백신을 1 회 주사하는 것이 의사들에 의해 권장된다.

## 예후
수두 대상 포진 바이러스에 의한 눈에 띄는 물집의 지속 기간은 보통 어린이에서 4 일에서 7 일까지 다양하며, 새로운 물집이 나타나면 5 일 후 사라진다. 수두 감염은 어린 소아에게는 경증이며 중탄산나트륨 조 또는 항히스타민 제제로 증상 치료를 하면 가려움증이 완화 될 수 있다. 면역 체계가 스트레스를 견딜 수있을만큼 충분히 발달하지 못하여 신생아를 출생에서부터 6 개월까지 감염된 사람으로부터 10-21 일 동안 멀리 두는 것이 좋다. 파라세타몰 (아세트아미노펜)은 열을 줄이기 위해 널리 사용된다. 아스피린이나 아스피린이 함유 된 제품은 라이 증후군을 일으킬 수 있으므로 수두가 있는 어린이에게 투여해서는 안 된다.
성인의 경우 발병률은 훨씬 낮지 만이 질환은 더 심하다. 성인의 감염은 폐렴 (직접적인 바이러스 성 폐렴 또는 2 차적인 세균성 폐렴[60]), 기관지염 (바이러스 성 기관지염 또는 2 차 세균성 기관지염), 간염, 뇌염으로 인한 더 큰 이환율과 사망률과 관련이 있다. 특히 수두를 앓고 있는 임산부의 10 %까지 폐렴이 발생하며, 그 중증은 나중에 임신과 함께 발병함에 따라 증가한다. 잉글랜드와 웨일즈에서는 수두로 인한 사망자의 75 %가 성인에게 발생한다. 포진 대상 포진에서 위험이 더 높지만 면역 결핍 환자에서 뇌염이나 뇌염이 발생할 수 있다. Necrotizing 근막염 또한 드문 합병증이다.
수두는 면역력이 약한 성인에게 치명적일 수 있다. 에이즈 발병과 면역 억제 요법의 사용 증가로 인해이 고위험군에 속한 사람들의 수가 증가했다. 수맥 (Varicella)은 약물 (예: 고용량 스테로이드)이나 HIV로 약화 된 면역 체계를 가진 환자가 있는 병원에서 특히 문제가 된다.
농가진, 봉와직염, 과민증으로 나타나는 피부 병변의 2 차 세균 감염은 건강한 어린이에게 가장 흔한 합병증이다. 면역 결핍 증후군에서 흔히 볼 수있는 일차 성 수두 감염은 높은 이환율을 보일 수 있다. 수두 성 폐렴 환자의 90 %는 성인 인구에서 발생한다. 전파 된 수두의 합병증에는 심근염, 간염 및 사구체신염이 포함된다.
건강한 어린이와 성인이 영향을 받지만 출혈 합병증은 면역 저하 또는 면역 억제 인구에서 더 흔하다. 열성 자반병, 자반병이있는 악성 수두, 감염 후 자반병, 자반병, 아나필락시스 자반병 등 다섯 가지 주요 임상 증후군이 보고 되었다. 이 증후군에는 열성 자반병이 증상의 가장 양성이며 합병증 없는 결과를 갖는 다양한 과정이 있다. 대조적으로, 자반병을 가진 악성 수두는 70 % 이상의 사망률을 갖는 중대한 임상 상태이다. 이 출혈성 수두 증후군의 원인은 알려져 있지 않다.

## 수두 합병증
수두는 심하면 폐렴, 뇌염이 합병증으로 올 수 있으므로 주의해야 한다. 소뇌성운동마비가 흔하나 예후는 좋다. 뇌염, 급성기에 아스피린을 복용한 소아에서 라이증후군이 드물게 발생할 수 있다.

## 수두의 재발 유무에 대해
예방 접종 후에도 앓게 되는 수두를 변형수두라고 하며 수두를 완전히 한번 앓았으면 수두는 다시 재발하지 않는다. 그러나 성인이 된 후 면역력이 떨어지면 신경절에 숨어 있던 수두 바이러스가 대상포진으로 발병한다. 즉 수두 자체는 재발하지 않으나 수두 바이러스가 잠복해 있다가 발생하는 대상포진은 보통 재발이라기 보다는 같은 바이러스에 의한 다른 증상으로 본다. 수두 감염 후 바이러스는 신체의 신경 조직에 잠복 해 있다. 면역 체계는 바이러스를 퇴행성으로 유지하지만, 보통 성인에서는 나중에 재 활성화되어 대상 포진이라고도 하는 다른 형태의 바이러스 감염을 일으킬 수 있다. 미국 예방 접종 자문위원회 (ACIP)는 60 세 이상의 모든 성인에게 대상 포진 백신 접종을 제안한다. 대상 포진은 수두 감염 어린이 5명 중 1명, 특히 암, HIV 또는 다른 조건에서 면역 억제 된 사람들에게 영향을 준다. 스트레스는 대상 포진에도 영향을 줄 수 있지만 과학자들은 여전히 연결 고리를 연구하고 있다. 대상 포진은 60 세 이상의 성인에서 가장 흔하게 발견되며 1 세 미만의 어린이는 수두로 진단된다.

## 전염병학(역학)
1차적인 수두는 전 세계 모든 국가에서 발생한다. 2013년에 이 질병으로 인해 7,000 명이 사망했으며, 1990년의 8,900 명에서 감소했다. 온대 국가에서 수두는 주로 어린이의 질병으로 대부분의 경우 겨울과 봄에 발생하며 학교 접촉으로 인해 발생한다. 그것은 4-10 세 그룹에서 가장 높은 유병률을 보이는 유년기의 전형적인 질병 중 하나이다. 풍진과 마찬가지로 유치원 아이들에게는 흔하지 않다. 
수두는 밀접한 접촉에서 90 %의 감염률로 매우 전염성이 있다. 온대 국가에서는 성인이되기 전에 대부분의 사람들이 감염되고 젊은 성인의 10 %는 감염되기 쉽다. 열대 지방에서 수두는 종종 노년층에서 발생하며 더 심각한 질병을 일으킬 수 있다. 성인의 경우, 주머니 표시는 어둡고 흉터는 어린이보다 더 두드러진다. 
미국 질병 통제 예방 센터 (CDC)는 주 보건 당국에 수두 감염보고를 요구하지 않고 있으며, 현재 31 개 주에서만이 정보를 자원하고 있다. 그러나 Sickweather라는 소셜 미디어 질병 감시 툴이 실시한 2013년 연구에서 페이스 북과 트위터의 수두 감염에 대한 일화적인보고는 메릴랜드, 테네시, 일리노이 주에서 가장 많은 감염자를 가진 주를 측정하고 순위를 매기는 데 사용되었다.

## 어원
왜 이 용어가 사용되었는지는 명확하지 않지만 비교적 가벼운 질병으로 인해 그 용어가 사용되었을 수 있다. chickpeas 에의 소포의 유사성에 근거하거나 chickpeas를 닮은 발진에서 유래 한 chickpeas로부터 유래했다고 한다. 다른 제안들로는 아이를 위한 닭 지정 (즉, '아동기'), 가려움증의 부패, 질병이 닭에서 유래했을 수도 있다는 생각 등 이 있다. 사무엘 존슨 (Samuel Johnson)은 그 지정을 "그 큰 위험이 없어서"라고 설명했다.

## 사회와 문화
어릴 때 발병하는 수두는 성인에게 발병하는 것보다 보통 증상이 경미하기 때문에 일부 부모들은 자녀를 의도적으로 바이러스에 노출시킨다. 이는 '수두 파티' 등으로 알려져 있다. 의사들은 아이들이 치명적일 수 있는 질병에 걸리는 것 보다는 약화된 바이러스 형태인 백신 접종을 받는 것이 더 안전하다고 반박한다.

## 다른 동물들
수두는 자연 상태에서 인간에게만 발병한다. 그러나 침팬지 (chimpanzee)와 고릴라 (gorillas)를 포함한 영장류와 같은 다른 동물이 발병한 사례도 있다.

## 같이 보기
- 홍역